# مدار جزيئي

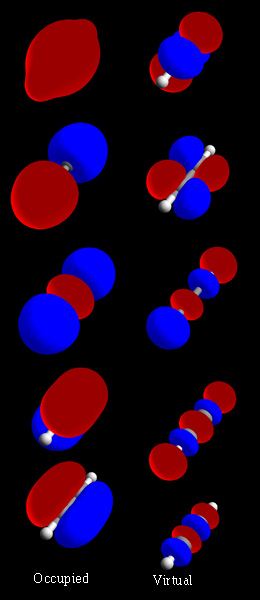
استكمال مجموعة المدار الجزيئي للاسيتيلين (H-C ≡ C-H). العمود الأيسر يظهر المدارات الجزيئية (MO) التي امتلئت في الحالة الارضية، مع طاقة مدارية أدنى في الأعلى. الخط الأبيض والرمادي يوضح بعض الMO محورية جزيئية تمر بالنوى. في المناطق الحمراء موجة مدارية وظيفية موجبة والسالبة في الزرقاء. العمود الأيمن يظهر MO الظاهرية التي هي فارغة في الحالة الارضية، ولكن ممتلئة عند حالة الاثارة.

مدار جزيئي من النمط σ لجزيء الهيدروجين

المدار الجزيئي هو دالة رياضية تصف السلوك الموجي للإلكترون في جزيء ما. يمكن استخدام هذه الدالة لحساب وتحديد الخصائص الفيزيائية والكيميائية للجزيء، كما يمكن بواسطتها تععين احتمالية وجود إلكترون في منطقة ما حول الذرات المكونة للجزيء.

## نظرة عامة
كلمة مدار ابتدعها الكيميائي روبرت موليكن أثناء ترجمته لمصطلح 'Eigenfunktion' الذي استعمله إرفين شرودنغر خلال أبحاثه في ميكانيكا الكم.

## تشكيل المدارات الجزيئية
تنشأ المدارات الجزيئية من التفاعلات المسموح بها باندماج المدارات الذرية بحيث تحصل عملية تهجين لهذه المدارات.
(تحدد من نظرية الجماعة) للمدارات الذرية المتوافقة مع بعضها البعض. يتم تحديد كفاءة التفاعلات المدارية الذرية من التداخل المداري (وهو مقياس لمدى نجاح اثنين من مدارات التفاعل البناء مع بعضها البعض) بين اثنين من المدارات الذرية، وهو أمر مهم إذا كان المدارات الذرية هي قريبة في الطاقة.
المدارات الجزيئية تعطى الأسماء (سيجما، باي، دلتا )
وقد يكون التداخل بناء، أو غير بناء وفي هذه الحالة توضع علامة «*» على رمز السيجما
والمدارات الجزيئية سيجما هي تلك الناتجة عن إحدى التداخلات التالية:
- تداخل المدار الذري (s ) معمدار ذري آخر (s )
- تداخل المدار الذري (s) مع مدار ذري (p )
- تداخل المدار الذري (p ) مع مدار ذري آخر (p)

أولاً : المدارات الجزيئية (سيجما) الناتجة عن تداخل مدارين ذريين من نوع ( s ):